# 모이세스 카이세도
모이세스 이사크 카이세도 코로소 (Moisés Isaac Caicedo Corozo, 2001년 11월 2일 ~ )는 에콰도르의 축구 선수이며, 프리미어리그의 첼시에서 미드필더로 뛰고 있다.
2023년 8월 14일, 1억 파운드 (약 1,690억)와 1500만 파운드 (약 253억)의 보너스를 더한 총 1억 1500만 파운드 (약 1,944억) 이적료에 첼시로 이적했다.